# OpenCart
OpenCart este un sistem de management al magazinului online. Este bazat pe PHP, folosind o bază de date MySQL și componente HTML.